# Raphoe
Raphoe (iriska: Ráth Bhoth) är en ort i republiken Irland.   Den ligger i grevskapet County Donegal och provinsen Ulster, i den norra delen av landet, 190 km nordväst om huvudstaden Dublin. Raphoe ligger 76 meter över havet och antalet invånare är 1 157.
Terrängen runt Raphoe är platt åt sydost, men åt nordväst är den kuperad. Runt Raphoe är det ganska tätbefolkat, med 56 invånare per kvadratkilometer. Närmaste större samhälle är Letterkenny, 12,0 km nordväst om Raphoe. Trakten runt Raphoe består i huvudsak av gräsmarker.